# Veleronia
Veleronia is een geslacht van kreeftachtigen uit de klasse van de Malacostraca (hogere kreeftachtigen).

## Soorten
- Veleronia serratifrons Holthuis, 1951
- Veleronia sympathes (De Ridder & Holthuis, 1979)